# Waimatan
Waimatan is een bestuurslaag in het regentschap Lembata van de provincie Oost-Nusa Tenggara, Indonesië. Waimatan telt 388 inwoners (volkstelling 2010).